# Yvignac-la-Tour
Yvignac-la-Tour é uma comuna francesa na região administrativa da Bretanha, no departamento Côtes-d'Armor. Estende-se por uma área de 35,5 km². Em 2010 a comuna tinha 1 163 habitantes (densidade: 32,8 hab./km²).